# Лесная Поляна (Алтайский край)
Лесна́я Поля́на — посёлок в Первомайском районе Алтайского края России. Входит в состав Сибирского сельсовета.

## География
Посёлок расположен на равнинной местности, в лесостепной зоне.
Климат
Климат континентальный. Продолжительность периода с устойчивым снежным покровом составляет 160-170 дней, абсолютный минимум температуры воздуха достигает -50 °C. Средняя температура января −19,9 °C, июля — +19 °C. Безморозный период длится 110 – 115 дней, абсолютный максимум температуры воздуха достигает +33-35 °C. Годовое количество атмосферных осадков — 360 мм.
Уличная сеть
В посёлке 3 улицы: Молодёжная, Центральная и Новая .
Расстояние до
- районного центра Новоалтайск: 23 км.
- краевого центра Барнаул: 24 км.

Ближайшие населенные пункты
Костяки 2 км, Сибирский 3 км, Повалиха 7 км, Лесной 7 км, Кислуха (посёлок) 7 км, Октябрьское 8 км, Рогуличный 9 км.

## Население
| 1997 | 1998 | 1999 | 2000 | 2001 | 2002 | 2003 |
| ---- | ---- | ---- | ---- | ---- | ---- | ---- |
| 356  | ↗357 | →357 | ↗360 | ↘352 | ↘340 | ↗354 |
| 2004 | 2005 | 2006 | 2007 | 2008 | 2009 | 2010 |
| ↘340 | ↘335 | ↗346 | ↗360 | ↗375 | →375 | ↘364 |
| 2011 | 2012 | 2013 |      |      |      |      |
| ↘362 | →362 | ↘351 |      |      |      |      |

## История
Посёлок появился во время становления советской власти, в период повсеместного образования коммун в Барнаульском уезде – 20 годы XX века . Точная дата основания посёлка документально не установлена.

## Инфраструктура
Коммунальные, образовательные, медицинские и иные услуги жители Лесной Поляны получают в административном центре — посёлке Сибирский.
Транспорт
Село соединяет с районным и областным центром федеральная автомагистраль Р-256 Чуйский тракт (Новосибирск—Бийск—Монголия) и сеть региональных автодорог. Ближайшая крупная железнодорожная станция Алтайская находится в городе Новоалтайск.
Достопримечательности
В посёлке Лесная Поляна создан Музей Русской печки, в котором регулярно проходят мероприятия, посвящённые искусству приготовления пищи в печи, а также рассказывается о её значении в русской культуре. Музей появился в результате участия его создателей в конкурсе проектов на получение финансовой поддержки в рамках Проекта «Искры надежды для российских деревень», реализуемого Экоцентром «Заповедники» (Москва) и Алтае-Саянским горным партнерством (Горно-Алтайск) при софинансировании Европейского союза.